# Gérard Pape
Gérard Pape (né le 22 avril 1955 à Brooklyn) est un compositeur de musique contemporaine et psychologue américain. Il a été élève de David Winkler, George Cacioppo, William Albright (en) et George Balch Wilson. En France, il a dirigé les Ateliers UPIC (devenus CCMIX) de 1991 à 2007. Il a fondé en 2008 à Paris l'ensemble de musique électronique CLSI (Cercle pour la Libération du Son et de l'Image).

## Biographie
Gérard Pape a étudié simultanément la psychologie clinique à l'Université du Michigan et la composition musicale. Docteur en psychologie en 1982, il a pratiqué la psychanalyse lacanienne et la composition. Il a produit des concerts de musique contemporaine à Ann Arbor, dans le Michigan, et cofondé le festival de musique contemporaine Twice. Il est parti en France au début des années 1990 pour prendre la direction des Ateliers UPIC à la demande de Iannis Xenakis. Il y a été influencé par le compositeur mexicain Julio Estrada.
Estrada partage avec Pape un intérêt pour la psychanalyse et se concentre sur ce qu'il appelle les « fantasmes sonores » (sound fantasies) — des fantasmes qui se produisent « dans le cerveau du compositeur et prennent la forme de suites de sons ». Pape étend la conception d'Estrada en traitant le chaos comme un concept formel. Dans son opéra Weaveworld, par exemple, il « emploie des motifs soudains et imprévisibles dans le courant sonore, dans un plasma provenant des modèles du chaos ». La partie pour bande magnétique de Makbénach I et III combine des « pistes de timbres » (timbre paths), faits de chaines de sons de saxophones échantillonnés, avec une dense série de grains suivant des trajectoires particulières (produites par un programme informatique nommé Cloud Generator), de manière à produire des transformations de timbres.
Son opéra de chambre de 1995, Monologue, utilise le texte de la courte pièce de Samuel Beckett A Piece of Monologue (1979). Son œuvre la plus importante est Feu toujours vivant, pour grand orchestre et quatre échantillonneurs (1997), commandée par Art Zoyd et l'Orchestre national de Lille, dirigé par Jean-Claude Casadesus.

## Compositions

### Pour orchestre
- Cosmos, symphonie pour grand orchestre et bande magnétique (1985)
- Three Faces of Death, pour orchestre (1988–89)
- Feu toujours vivant, pour grand orchestre et quatre échantillonneurs (1997)

### Opéras et théâtre musical
- Ivan and Rena (texte de Gérard Pape), drame musical pour récitant, trois voix solistes, orchestre et bande magnétique (1983–84)
- A Little Girl Dreams of Taking the Veil, opéra surréaliste pour bande et projections ; textes et projections de Max Ernst (1990)
- Monologue, opéra de chambre basé sur la pièce de Samuel Beckett, A Piece of Monologue, pour basse et huit-pistes (1995)
- Weaveworld (en cours), d'après le roman de Clive Barker Le Royaume des Devins
  - Battle, pour quatre voix solistes et bande magnétique (1996),
  - Weaveworld Prologue, pour basse, flûte, hautbois, clarinette, basson, trompette, trombone, cor, percussion, 2 violons, alto, violoncelle et contrebasse (1998)
- Les Cenci, opéra en quatre actes pour sept voix solistes, orchestre de 24 flûtes, trois percussionnistes, bande magnétique et électronique en direct (texte d'Antonin Artaud) (2000– )
- Pourquoi des poètes ? (Why poets?), d'après des textes de Heidegger et Hölderlin (2014)[8]
- Le purgatoire, livret de Michel de Maulne (2021)

### Musique de chambre (avec ou sans électronique)
- Soundbook, pour instruments et électronique en direct (1982)
- Tableaux, pour instruments acoustiques et électroniques (1983)
- In Memoriam: George Cacioppo, pour huit trombones, deux percussionnistes et bande magnétique (1984)
- Quartet à cordes No. 2 "Vortex" (1988–89)
- X-Stasis, pour ensemble et bande magnétique (1992)
- Le Fleuve du désir III, pour quatuor à cordes et UPIC (1994, créé par le Quatuor Arditti)
- Le Fleuve du désir IV, pour huit violons solos, ou un violon, bande magnétique et électronique en direct (1994/2002)
- Makbénach I, pour saxophone, ensemble et bande magnétique (1996)
- Makbénach II, pour saxophone et ensemble (1996)
- Harmonies of Time and Timbres, pour flûte, quatre violons et quatre violoncelles (2011)

### Instrument solos (avec électronique)
- Recordare, for soprano recorder, électronique en direct et bande magnétique (1984)
- Cerberus, pour orgue et bande magnétique (1987)
- That Burning Thing, pour flûte et bande magnétique (1989)
- Le Fleuve du désir V, pour violon, bande magnétique et électronique en direct (1994)
- Le Fleuve du désir VI, pour alto, bande magnétique et électronique en direct (1994)
- Le Fleuve du désir VII, pour violoncelle, bande magnétique et électronique en direct (1994)
- Le Fleuve du désir VIII, pour contrebasse, bande magnétique et électronique en direct (1994)
- Makbénach III, pour saxophone, bande magnétique et électronique en direct (1996)
- Makbénach IV, pour trombone, bande magnétique et électronique en direct (1998)
- Aquarelles, pour cor de basset et clarinette, bande magnétique et électronique en direct (1999)
- La Naissance du son, pour violoncelle amplifié (2002)
- For Maurizio, pour alto amplifié (2003)
- Ascension au Purgatoire, pour percussion et ordinateur (2004)
- 3 Études quantiques, pour contrebasse solo (2004)
- Per Luigi, pour violon (ou alto) et flûte en ut (2009)
- Per Dario, pour Megaplex clavier microtonal et électronique en direct (2014)
- Cello, double cello -pour Jean-Baptiste Favory- (2019)

### Musique vocale
- Pour un Tombeau d'Anatole, pour voix, saxophones et percussion (1984)
- Catachresis, pour soprano et orchestre de chambre (1987)
- La Tristesse de la lune (texte de Charles Baudelaire), pour bariton, soprano (enregistrée) et bande magnétique (1986)
- Deux poèmes électro-acoustiques pour soprano, flûte et bande magnétique (1993) ; les poèmes sont de Dahlia Rabikovitch.
- Funeral Sentences, pour deux sopranos, un percussionniste et informatique en direct (1998)
- The Ecstasy of St. Theresa (homage to Bernini) (texte de Sainte Thérèse d'Avila), pour neuf voix mixées et électronique en direct (2001)
- Deux Chimères (poèmes de Gérard de Nerval), pour récitant, voix de femme, flûte à bec ténor et flûte en ut (2006)
- Harmonies of Form and Time, pour six voix solistes et 6 orchestres de chambre (2012)

### Musique électronique
- Triple Requiem, pour plusieurs bandes magnétiques et platines (1982)
- Dreamwake (textes de Gérard Pape), pour bande magnétique (1984)
- Resonance, pour bande magnétique (1984)
- Prélude Electronique, pour bande magnétique (1992)
- Variations Varèsiennes, pour bande magnétique (1992)
- Le Fleuve du désir II, pour bande magnétique-UPIC (1994)
- Fabula, pour huit-pistes (1999)
- Mon autre Peau, installation pour bande magnétique 20 pistes et DVD (basés sur des peintures d'Ana-Paula Portilla, avec vidéo numérique d'Anney Bonney ; textes d'Ana-Paula Portilla, de Parménide et des Upanishad) (1999)
- Tantric Transformations, pour huit-pistes et vidéo numérique ; vidéo d'Anney Bonney (2000)
- Clouds, pour bande magnétique six pistes (2002)
- Héliophonie I, pour bande huit pistes et vidéo en images de synthèse ; vidéo de Daniel Barrois (2006)

## Publications
- MusiPoéSci, avec Leopoldo Siano, traduit par Jean de Reydellet (édition bilingue), Michel de Maule, Paris, février 2015,  (ISBN 2876235722)